# Eriovixia gryffindori
Eriovixia gryffindori es una especie de araña araneomorfa de la familia Araneidae.
Fue descubierta en 2016 en Karnataka, India, por Javed Ahmed, Rajashree Khalap y Sumukha Javagal. Los descubridores de esta nueva araña pensaron que se parecía al sombrero seleccionador de los libros de Harry Potter, así que lo nombraron en honor a Godric Gryffindor, el dueño original del sombrero seleccionador.
E. gryffindori es la más reciente y posiblemente la más conocida de las 21 especies de arácnidos del género Eriovixia. Estas arañas residen principalmente en las regiones tropicales de Asia. Muchas especies de este género también son conocidas por su apariencia inusual. Por ejemplo, las Araneidae de Tailandia tienen el abdomen amarillo brillante y construyen sus telas en forma de espiral circular, mientras que la especie E. pseudocentrodes también tiene forma de sombrero, similar a la de su prima.